# 播磨町立播磨南中学校
播磨町立播磨南中学校（はりまちょうりつ はりまみなみちゅうがっこう）は、兵庫県加古郡播磨町にある町立中学校。

## 沿革
- 1979年 - 播磨町立播磨中学校から分離に伴い開校。

## 部活動

### 運動部
- 野球部
- 陸上競技部

陸上競技部は全国大会で過去5人の優勝者を輩出している。全国中学校陸上競技大会では110ｍH（2004年、2009年、2013年、2016年）、四種競技（2004年）で優勝者が出ている。ジュニアオリンピックでも110ｍH（2002年、2003年、2004年、2016年）、円盤投（2010年）で優勝者が出ている。他にも多くの種目で全国大会に輩出しており、入賞者も多く輩出している。
- サッカー部
- ソフトテニス部
- バスケットボール部
- 女子バレーボール部
- 卓球部

### 文化部
- 吹奏楽部
- 美術部

## 通学区域
以下の小学校の通学区域。
- 播磨町立播磨南小学校（全域）
- 播磨町立播磨小学校（山陽電鉄本線以南の区域）
- 播磨町立播磨西小学校（山陽電鉄本線以南の区域）

### 区域の様子
住宅街と工場地帯が混在する。
- 兵庫県立播磨南高等学校

### 周辺の道路
- 兵庫県道208号二見港土山線
- 兵庫県道718号明石高砂線（旧浜国道）

## 通学区域が隣接している学校
- 明石市立二見中学校
- 播磨町立播磨中学校
- 加古川市立別府中学校